# Шестьдесят шесть
Шестьдеся́т шесть (также известна как «шнопс») — карточная игра.

## История
Родоначальником Шестьдесят шесть является немецкая игра Мариаж, впервые записанная в 1715 году под названием «Mariagen-Spiel» несмотря на претензии на её изобретение в Падерборне, Вестфалия, в 1652 году. Тем не менее, в Падерборне, в лагере 17, есть памятная табличка, на которой написано, что «всемирно известная игра Шестидесяти-Сикса была изобретена здесь, в пабе по адресу: Am Eckkamp 66, в 1652 году».
Шестьдесят шесть карт появились в немецких картотеках как вариант Мариажа около 1860 года, основные отличия заключались в том, что в них играли с 24, а не с 32 картами, бонусы за амур (держа козырь Эйс и Десять в руке) и белила (беря все шесть последних фокусов) были сброшены, и игроки могли «выходить» по достижении 66, не играя до конца (после чего победитель последнего фокуса выигрывал партию независимо). Последнее упомянутое правило было введено в Мариаже в конце дня (при счете 101 очко).
На лейпцигском диалекте игра была известна как «Шнорпс», «Шнарпс», «Шнарпсен» или «Шнорпсен».
В 66 широко играли в польско-американской общине в Саут-Бенде, штат Индиана, в 1950-е и 1960-е годы Были регулярные турниры и «игры на деньги». Торги обычно проводились на польском языке. Игры играли с 4 игроками, состоящими из двух команд из игроков, сидящих напротив друг друга. Игра с тремя игроками была известна как «перерезанная глотка» и включала в себя семь карт на каждую руку и «вдову» из трех карт, выигранную с помощью первого фокуса. В двух командных играх и в играх с перерезанной горловиной очки достигают 15 очков.
В 1970—1980-х годах был разработан более агрессивный стиль торгов в семейных играх, известный как «стиль Кромковского» Члены семьи Кромковских выработали коэффициенты и обстоятельства, благоприятствующие более высоким стратегиям торгов. Стратегия предполагает, в частности, понимание того, что называется «раздачей» или «раздачей карточек». То, что находится в твоей руке, и ставки, сделанные другими игроками, дают информацию, позволяющую угадать, что находится в других руках. Этот процесс удивительно похож на скрытую модель Маркова (HMM), статистическую модель, в которой моделируемая система считается марковским процессом с неизвестными параметрами, и задача состоит в том, чтобы определить скрытые параметры (другие руки) из наблюдаемых параметров (ваша рука и ставки)

## Правила игры
1. В игре принимают участие два игрока.
2. Игра состоит из нескольких раундов, в каждом из которых победитель может получить от одного до трех очков. Победителем игры становится игрок, первым набравший определённое количество очков (например, 7[2] очков). Обычно для подсчета используют две восьмерки, на которые сверху кладут две других карты рубашками вверх. Карты сдвигают, пока восьмерка не откроется целиком.
3. Для игры используются 24 карты — по шесть каждой масти. Старшинство карт: девятка (0 очков), валет (2 очка), дама (3 очка), король (4 очка), десятка (10 очков) и туз (11 очков).
4. В начале раунда один из игроков (в порядке очереди) сдает по шесть карт себе и партнёру и открывает козырь, кладя на него остаток колоды.
5. Раунд состоит из нескольких ходов — один из игроков ходит с любой своей карты, второй отвечает одной из своих карт. Первым ходит игрок, партнёр которого сдавал карты.
6. В результате каждого хода один из игроков берёт взятку в соответствии со следующими правилами:
  - если выложенные карты одной масти, взятку берёт тот, чья карта старше;
  - если одна из карт козырной масти, то взятку берёт игрок, которому принадлежала козырная карта;
  - в противном случае взятку берёт ходивший игрок.
7. Игрок, взявший взятку, получает право следующего хода. Кроме того, он первым берёт карту из колоды (пока в колоде остаются карты).
8. Когда в колоде заканчиваются карты, начинают действовать следующие ограничения:
  - если игрок походил с масти X, то его партнёр обязан ответить картой масти X;
  - если у партнёра нет карты масти X, он обязан ответить картой козырной масти;
  - в противном случае партнёр может ответить любой картой.
9. В раунде побеждает игрок, первым набравший 66 очков. Количество очков игрока вычисляется как сумма карт во взятках, взятых этим игроком.
10. Если у игрока на руках есть дама и король одной масти, то пойдя с дамы или короля, он получает 20 очков (в случае некозырной масти) или 40 (в случае козырной масти). Однако, эти очки не начисляются, пока у игрока нет ни одной взятки.
11. Игрок, имеющий на руках козырную девятку и взявший хотя бы одну взятку, имеет право обменять её на козырную карту, открытую в момент сдачи.
12. Игрок, набравший 66 очков, имеет право остановить раунд, объявив себя победителем. Если по окончании раунда ни один из игроков не набрал 66 очков, победителем раунда считается игрок, взявший последнюю взятку.
13. Победитель раунда получает:
  - одно «большое» очко за раунд, если его партнёр набрал 33 очка или больше;
  - три «больших» очка, если партнёр не взял ни одной взятки (при этом очки, которые игрок заработал, объявив «20» или «40», не учитываются);
  - два «больших» очка в противном случае.

## Игра в произведениях литературы
1. Александр Иванович Куприн — рассказ Ученик.
2. Александр Иванович Куприн — рассказ Гамбринус
3. Александр Иванович Куприн — повесть Яма.
4. Александр Степанович Грин — Легенда о Фергюсоне.
5. Александр Степанович Грин — По закону (недоступная ссылка).
6. Паустовский Константин Георгиевич — Дочечка Броня.
7. Ильф и Петров — Двенадцать стульев.
8. Шолом-Алейхем — Записки коммивояжёра, Мариенбад.
9. Николай Островский — Как закалялась сталь.
10. Ярослав Гашек — Похождения бравого солдата Швейка.
11. Илья Ильф, Евгений Петров -Золотой телёнок